# Шахта «Курахівська»
ДВАТ Шахта «Курахівська». Входить до ДХК «Селидіввугілля». Розташована у м. Гірник, Донецької області.

## Історія
Стала до ладу у 1940 р з виробничою потужністю 600 тис.т вугілля на рік.
Всього на балансі шахти значиться 13 пластів, з яких тільки 2 експлуатується. Як акционерне товариство засновано в жовтні 1996 року шляхом перетворення Державного підприємства «Шахта Курахівська» у Державне відкрите акціонерне товариство.

## Загальні дані
Фактичний видобуток 1262/733/70 т/добу (1990/1999/2020).
У 2003 р видобуто 312,7 тис.т. Промислові запаси на 2003 рік становлять 10 171 тис.тон.
Максимальна глибина 858/920/380 м (1999/2002/2020).
Шахтне поле розкрите 4-а похилими стволами. Поле шахти знаходиться в центрі Красноармійського геологопромислового району та займає вигідне економічне й промислове разтошування. Має зв'язок через залізничну станцію «Цукуриха», а також близько розташовано до джерел енергії (Курахівська ТЕЦ, Запорізька ТЕЦ).
Протяжність підземних виробок 121,7/97,7 км (1995/1999).
У 1999 р. розроблялися пласти l7, k8, l2' потужністю 0,73-2,70 м.
Всі пласти небезпечні за вибухом вугільного пилу.
Кількість очисних вибоїв 2/2/0 (1999/2002/2020), підготовчих 9/3/3 (1999/2002/2020).
Обладнання: механізовані комплекси М-88, комбайни 1К101У, ГПКС / КД-90, 1К101У, КСП-32 (2002/2020)
Кількість працюючих: 3139/4154/800 осіб (1990/1999/2020).
Адреса: 85487, м. Гірник, Донецької обл.